# Diacucephalus vadoni
Diacucephalus vadoni är en skalbaggsart som beskrevs av Dewailly 1950. Diacucephalus vadoni ingår i släktet Diacucephalus och familjen Melolonthidae. Inga underarter finns listade i Catalogue of Life.